# Sursa de alimentare în comutație
O sursa de alimentare în comutație sau un comutator (en. switching-mode power supply, SMPS sau switcher) este o sursă electronică de alimentare care include un regulator de comutare pentru a converti energia electrică în mod eficient. Ca și alte surse de alimentare, un SMPS transferă curent de la o sursă, cum ar fi rețeaua de alimentare, la o sarcină, cum ar fi un calculator personal, în timp ce convertește caracteristicile tensiunii și ale curentului. Spre deosebire de o sursă de alimentare liniară, sursa în comutație are un tranzistor de trecere care comută în mod continuu între starile disipare-redusă, saturat (en. full-on) și blocat (en. full-off) și se află foarte puțin timp în tranzițiile de disipare crescută, minimizând astfel energia irosită. În mod ideal, o sursă de alimentare în comutație nu disipă nicio putere. Reglarea tensiunii se realizează prin varierea raportului de timp între saturatie și blocare. Prin contrast, o sursă de alimentare liniară reglează tensiunea de ieșire disipând continuu curent în tranzistorul de trecere. Această eficiență mai mare de conversie a curentului este un avantaj important al unei surse de alimentare în comutație. Sursele de alimentare în comutație pot fi, de asemenea, semnificativ mai mici și mai ușoare decât o sursă de alimentare liniară, datorită dimensiunii și greutății mai mici a transformatorului.
Regulatoarele de comutare sunt utilizate ca înlocuitori pentru regulatoarele liniare, atunci când este necesară o mai mare eficiență, dimensiune sau greutate mai mică. Ele sunt, totuși, mult mai complicate; curentul poate cauza probleme de zgomot electric în timpul comutării, dacă acesta nu este suprimat cu atenție, iar modele simple pot avea un factor de putere slabă.
Prezentare
Un regulator liniar furnizează tensiunea de ieșire dorită prin disiparea excesului de putere în pierderi ohmice (de exemplu, într-un rezistor sau în regiunea colector-emițător a unui tranzistor de trecere aflat în modul activ). Un regulator liniar reglează fie tensiunea de ieșire, fie curentul disipând energia electrică în exces sub formă de căldură și deci eficiența sa la putere maximă este „tensiune de ieșire/tensiune de intrare” din moment ce diferența de tensiune este irosită.
Prin contrast, o sursă de alimentare în comutație reglează fie tensiunea de ieșire, fie curentul comutând elemente ideale de stocare, precum inductoarele și condensatorii, în și din diferite configurații electrice. Elementele ideal de comutare (de exemplu, tranzistorii care operează în afara modului lor activ) nu au nicio rezistență atunci când sunt "închise" și nu transporta niciun curent, atunci când sunt "deschise" și astfel convertoarele pot funcționa, teoretic, cu o eficiență de 100% (de exemplu, tot curentul de intrare este livrat sarcinii; niciun curent nu este irosit sub formă de căldură disipată).
Spre exemplu, dacă o sursă de curent continuu, un inductor, un comutator și corespunzătoarea împamantare electrică sunt plasate în serie, iar comutatorul este acționat de un semnal dreptunghiular, tensiunea vârf-la-vârf a undei măsurată peste comutator poate depăși tensiune de intrare de la sursa de curent continuu. Acest lucru se datorează faptului că inductorul răspunde evoluțiilor curentului inducându-și propria tensiune pentru a contracara variația curentului, iar această tensiune se adaugă la tensiunea de alimentare cat timp întrerupătorul este deschis. Dacă o combinație diodă-condensator este plasată în paralel cu comutatorul, tensiunea de vârf poate fi stocată în condensator, iar acesta poate fi folosit ca o sursă de curent continuu cu o tensiune de ieșire mai mare decât a tensiunii din circuitul de curent continuu. Acest convertor accelerator acționează ca un transformator de amplificare pentru semnale de curent continuu. Un convertor decelerator funcționează într-un mod similar, dar produce o tensiune de ieșire care este opusă în polaritate față de tensiunea de intrare. Alte astfel de circuite exista pentru a acceleta curentul de ieșire mediu reducând tensiunea.